# Río Ego
El río Ego es un río situado en el norte de España, en la Cornisa Cantábrica, y es el principal afluente del Deva. Nace en las proximidades del puerto de Trabakua, en las faldas del monte Oiz, en el municipio vizcaíno de Mallavia, y desemboca en el Deva, en el barrio eibarrés de Málzaga.

## Curso
Tiene 15 km de longitud y discurre por los municipios vizcaínos de Mallavia, (no por su casco urbano), Ermua –donde comienza a ser duramente urbano y a estar encauzado y cubierto en algunos tramos– y Zaldívar (por el territorio de este municipio, que pertenece a la cuenca del Deva), entrando en Guipúzcoa por Éibar, donde vuelve a ser domesticado hasta el extremo de que, prácticamente, en todo su recorrido por el casco urbano de Éibar está cubierto, volviendo a la luz en los últimos kilómetros del mismo.
Desde su entrada a Ermua el río se ve muy afectado en todos sus aspectos: cauce, orillas, aguas... La agresión al cauce es extremadamente alta, tanto por las alteraciones de sus orillas debidas al desarrollo urbano e industrial –llegando a desaparecer en gran parte de su recorrido–, como por la contaminación por vertidos de todo tipo, al propio río Ego y a sus afluentes.
Todo su recorrido está inmerso en un estrecho y angosto valle ocupado principalmente por la ciudad de Éibar, que en su desarrollo, muy significativo en la segunda mitad del siglo XX, se extendió, trepando, por la laderas de los montes circundantes y cubrió todo el cauce del Ego. Este desarrollo influyó de forma notable a la cercana villa vizcaína de Ermua.
Al final de su recorrido, ya en Málzaga, el río recupera parte de la naturaleza de sus orillas y se une con el Deva. En ese punto tiene 25 metros de anchura.

## Ecología
El alto grado de contaminación ha venido impidiendo cualquier clase de fauna en sus aguas, salvo en la parte superior de su cuenca, donde todavía se puede encontrar algo de vida. Con la construcción de un sistema de recogida de aguas residuales y su posterior tratamiento, en la planta inaugurada en marzo de 2007 y ubicada en el barrio de Apraiz de Elgóibar, se ha devuelto la limpieza a sus aguas y se espera la recuperación de la vida en ellas.
En el año 2008 es posible observar colonias de patos en el tramo eibarrés descubierto del río Ego, en su confluencia con el Deva en Málzaga, y ya en todo el Deva, casi hasta la desembocadura.
Dentro de la política de volver a descubrir el río, en 2008 se reurbaniza el tramo ocupado hasta entonces por las instalaciones de la empresa Alfa dejándolo descubierto hasta las inmediaciones de la casa consistorial eibarresa.

## Historia
El río Ego, así como algunos de sus afluentes, fueron el suministro de fuerza motriz para muchos molinos y ferrerías, y luego centrales hidroeléctricas,  que impulsaron la industria de la localidad. En la Edad Media se creó la institución Val de Ego que gestionaba la producción ferrona del valle.
El río se mantuvo descubierto y con un uso tradicional de su fuerza hidráulica hasta el inicio del siglo XX cuando el 14 de septiembre de 1901 se inaugura la casa consistorial que se sitúa, en parte, sobre el río. Para esta obra se cubrió el río mediante arcos de medio punto y mampostería de lajas de piedra. Seguidamente, tanto corriente arriba como corriente abajo, se realizó un trabajo de cubrición de la misma forma, arcos y bóvedas de medio punto en mampostería de lajas.
Corriente abajo, contiguo a la casa consistorial hasta el puente de Ardanza, en un tramo de unos 500 metros con una pequeña pendiente, el trabajo se realizó mediante tres bóvedas escalonadas. Más abajo, en la zona conocida como "Ariatza" se construyó sobre el Ego la plaza de abastos y en 1935 se cubre la zona de Urkizu, que se dedica a parque. Esto se hace usando forjado de hormigón sobre una hilera de arcos de mampostería y elevando la cubierta, aproximadamente, 1 metro sobre el nivel de la calle. En Urkizu también se cubre para la construcción de un edificio de viviendas. Estos espacios fueron utilizados como refugio antiaéreo durante la guerra civil de 1936.
Tras la guerra civil, y el proceso de reurbanización realizado por Dirección General de Regiones Devastadas para la recuperación de la población tras la destrucción producida en el enfrentamiento, se decidió cubrir el río para una mejor optimización del espacio urbano. En la década de 1940, sobre el año se realiza la cubrición de la zona que va desde el antiguo puente de Ardanza hasta el puente de Arikitza. Se realiza con una estructura de hormigón en vigas hemihexagonales hormigonadas in situ y solera también de hormigón. En este tramo ocupa la parte de la calle Toribio Etxeberria, más conocida como 2 de mayo, pasa por debajo de varios edificios de viviendas e industriales, dejando algunos espacios libres.  Luego, cuando se da el desarrollo industrial de Éibar, sobre los años 1950, se realizan varios edificios industriales que cubren el cauce del río, como el de Alfa en la parte superior de la población y el de BH en la zona de Urkizu, utilizando ya el hormigón convencional.
Los puntos libres fueron cubiertos en la década de 1970, algunos para dejarlos como aparcamientos, otros para crear espacios de parque o para la ampliación de algún servicio básico como la escuela de Urkizu.
Los afluentes del río, las regatas que bajan de las laderas del valle y crean en algunos casos, como Txonta, Matxaria o Ubitxa, unos problemas similares que se solventan de la misma manera, cubriéndolas.
Las inundaciones de 1983 y las de julio de 1988, que provocaron el desbordamiento de las regatas creando graves daños en la población, hicieron que se reformaran todas las construcciones de los afluentes importantes. Se construyeron, mediante piezas prefabricadas de hormigón, nuevos cauces que fluyen por la zona media de las calzadas de las calles afectadas y se corrigieron los encuentros con el cauce del río Ego, facilitando así el desagüe de los mismos. Los viejos cauces quedaron abandonados y sin uso.
Con la llegada del siglo XXI y las nuevas directrices medioambientales, se intenta descubrir el cauce del río. Así surge la zona de la calle Ego gain, antes cubierta para el edificio de los talleres de Alfa, donde el río se convierte en eje de la urbanización.

Para el cumplimiento de las directrices sanitarias de la Unión Europea se llevó a cabo la construcción de un colector de aguas residuales que debe recoger todos aquellos vertidos que se producen en la cuenca y llevarlo a una estación depuradora situada aguas abajo, ya junto al río Deva en Elgoíbar.
El río, agravado por su ocultamiento, ha sufrido toda clase de vertidos, no solo urbano, sino también industriales. Éibar, ha albergado una gran concentración de industria de todo tipo, en donde ha sobresalido la de manufactura mecánica que genera vertidos muy variados que iban directamente al río. La bajada de la actividad industrial y los planes de saneamiento han llevado a una limpieza significativa del Ego, aún así, dada la complejidad del recorrido y la historia del mismo, se mantienen algunos vertidos puntuales.

## Afluentes

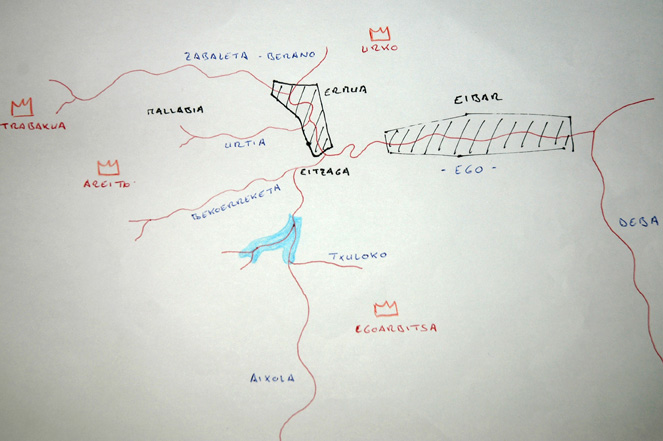
Cuenca del río Ego

Los afluentes principales del Ego son:
- Por la izquierda:
  - Berano.
  - Arrajola, procedente del monte Urko.
  - Abontza.
  - Matxaria.
  - Asua.
  - Txarakoa.
  - Gorosta o Azitain.

- Por la derecha:
  - Mallavia, Urtía o Zabaleta
  - Aixola, procedente de Elgueta y Zaldívar (Embalsado por la presa de Aixola).
  - Unbe.
  - Txonta.
  - Kinara o kiñarra.[1]